# Ishan Kort
Ishan Kort (Philipsburg, 1 juni 2000) is een Nederlands-Surinaams voetballer die onder contract staat bij Sparta Rotterdam.

## Clubcarrière
Kort speelde in de jeugd van AVV Zeeburgia, FC Twente en Almere City voordat hij in de zomer van 2021 overstapte naar Sparta Rotterdam. Op 28 augustus 2021 debuteerde Kort voor Jong Sparta Rotterdam. Iets meer dan een half jaar later, op 12 maart 2022, zat Kort voor het eerst op de bank bij het eerste van Sparta Rotterdam. Tot een debuut kwam hij die dag niet. 

## Interlandcarrière
Door de invoering van het sportpaspoort in november 2019 kon Kort voortaan ook uitkomen voor Suriname, het land van zijn vader. Op 24 maart 2021 maakte hij zijn interlanddebuut voor Suriname. In de WK-kwalificatiewedstrijd tegen de Kaaimaneilanden viel hij in de 73e minuut in voor Warner Hahn. Het stond op dat moment 2-0 voor Suriname, dat uiteindelijk met 3-0 won. Kort was onderdeel van de selectie van Suriname op de CONCACAF Gold Cup 2021, maar daar zat hij in alle drie de groepswedstrijden (tegen Jamaica, Costa Rica en Guadeloupe) op de bank voor Hahn.
| Interlands van Ishan Kort  | Interlands van Ishan Kort  | Interlands van Ishan Kort  | Interlands van Ishan Kort  | Interlands van Ishan Kort  | Interlands van Ishan Kort  | Interlands van Ishan Kort  |
| No.                        | Datum                      | Wedstrijd                  | Uitslag                    | Soort Wedstrijd            | Doelpunten                 |                            |
| Als speler bij Almere City | Als speler bij Almere City | Als speler bij Almere City | Als speler bij Almere City | Als speler bij Almere City | Als speler bij Almere City | Als speler bij Almere City |
| -------------------------- | -------------------------- | -------------------------- | -------------------------- | -------------------------- | -------------------------- | -------------------------- |
| 1.                         | 24 maart 2021              | Suriname – Kaaimaneilanden | 3 – 0                      | Kwalificatie WK 2022       | -                          |                            |
| Totaal                     | Totaal                     | Totaal                     | Totaal                     | Totaal                     | 0                          |                            |

Bijgewerkt tot 13 mei 2022
Van Aanholt ·
Bais ·
Bakari ·
Van Bergen ·
Clement ·
El Dahri ·
Eerdhuijzen ·
Eiting ·
De Guzman ·
Hlynsson ·
Ideho ·
Kitolano ·
Kleijn ·
Lauritsen ·
De Ligt ·
Meissen ·
Mito ·
Nassoh ·
Olij  ·
Oufkir ·
Quintero ·
Reith ·
Reitmaier ·
Schoonderwaldt ·
Tevreden ·
Thórisson ·
Young ·
Zechiël ·
Coach: Steijn
· Assistent-coach: Boukhari
· Assistent-coach: Driessen
· Keeperstrainer: Kooiman